# Wilhelm Eduard Schmid
Wilhelm Eduard Schmid, mera känd som Willi Schmid, född 12 april 1893 i Weilheim in Oberbayern, död 30 juni 1934 i München, var en tysk musikkritiker och lyriker. Han mördades av misstag i samband med de långa knivarnas natt.

## Biografi
Schmid studerade vid Münchens universitet och promoverades till filosofie doktor 1922. Schmid spelade cello och grundade Münchner Violenquintett. Som musikkritiker skrev han i bland annat Bayerischer Kurier, Münchner Neueste Nachrichten och Schweizerische Musikzeitung.

### De långa knivarnas natt
Adolf Hitler blev Tysklands rikskansler den 30 januari 1933. Det paramilitära Sturmabteilung (SA) hade dock vuxit sig stort och Hitler ansåg att dess chef, Ernst Röhm, utgjorde ett hot. Hitler misstänkte att Röhm planerade en statskupp och bestämde sig för att rensa ut SA:s ledarskikt. Hitler ämnade även att undanröja politiska motståndare. Den 30 juni 1934 skred han och Schutzstaffel (SS) till handling. SA-generaler som Edmund Heines, August Schneidhuber och Karl Ernst sköts samma dag. SS eftersökte även Johannes Ludwig Schmitt, en läkare och politisk aktivist som hade stött Hitlers motståndare Otto Strasser. Schmitt befann sig emellertid redan i polisens förvar och istället sökte SS-kommandot felaktigt upp Schmid och sköt ihjäl honom. Till en början trodde man att Schmid hade förväxlats med SA-Gruppenführer Wilhelm Schmid eller SA-Standartenführer Hans Walter Schmidt, men senare forskare – däribland Heinz Höhne och Ian Kershaw – har fört fram tesen att Schmid förväxlades med Johannes Ludwig Schmitt.
Vid ett kondoleansbesök hos Schmids änka den 31 juli 1934 beklagade Hitlers ställföreträdare Rudolf Hess den oavsiktliga skjutningen och försäkrade henne att inte minsta skugga av skuld skulle falla på maken.
Griftetalet över Wilhelm Eduard Schmid hölls av Peter Dörfler.